# A.K. Salim
A.K. Salim, geboren als Ahmad Khatah Atkinson (Chicago, 28 juli 1922 – 1 januari 2003), was een Amerikaans jazzsaxofonist, -componist en -arrangeur van de modernjazz.

## Biografie
Vanaf 1938 speelde A.K. Salim altsaxofoon in verschillende bands, waaronder bij King Kolax (1938/39), Jimmy Rachel (1941/42), Tiny Bradshaw (1943) en rond 1943 nam hij deel aan de jamsessies in Minton's Playhouse in New York met Lester Young en Charlie Parker. Vanaf 1944 werkte Salim als arrangeur voor Lucky Millinder (tot 1946), Cab Calloway, Jimmy Lunceford, Lionel Hampton en tot 1949 bij Count Basie. Daarna was hij tot 1956 muzikaal inactief, maar hervatte zijn werk als arrangeur voor Tito Puente en opnieuw voor Count Basie. Rond 1957 nam hij verschillende albums op onder zijn eigen naam voor Savoy Records.
Hij overleed in 2003 op 80-jarige leeftijd.

## Discografie
- 1957: Flute Suite (Savoy Records), met Frank Rehak, Herbie Mann, Frank Wess, Hank Jones, Wendell Marshall, Bobby Donaldson
- 1957: Yusef Lateef/A.K. Salim – Stablemates (Savoy Records), met Johnny Coles, Buster Cooper, Johnny Griffin, Howard Austin, Tommy Flanagan, Kenny Burrell, George Duvivier, Osie Johnson
- 1957: Pretty For The People (Savoy Records), met Kenny Dorham, Buster Cooper, Johnny Griffin, Pepper Adams, Wynton Kelly, Paul Chambers, Max Roach, Chino Pozo
- ????: Modern Sounds – The Complete Savoy Recordings